# Oscar Ewolo
Oscar Ewolo (Brazzaville, 9 ottobre 1978) è un ex calciatore congolese (Repubblica del Congo), di ruolo centrocampista.